# Torsten Sylvan
Carl Torsten Leopold Sylvan, född 28 januari 1895 i Visby, död 26 april 1970 i Matteus församling i Stockholm, var en svensk ryttare.
Sylvan blev olympisk silvermedaljör i Paris 1924. Han är begravd på Hässleholms östra begravningsplats.